# Pteromalus cioni
Pteromalus cioni är en stekelart som först beskrevs av Thomson 1878.  Pteromalus cioni ingår i släktet Pteromalus och familjen puppglanssteklar. Arten är reproducerande i Sverige. Inga underarter finns listade i Catalogue of Life.